# Verbi assolutamente impersonali
I verbi assolutamente impersonali sono cinque verbi latini, detti anche verbi di sentimento, che si caratterizzano per vari elementi. Prima di tutto, la loro nomenclatura è dovuta al fatto che possiedono solo ed esclusivamente la terza persona singolare; particolare è anche la loro costruzione: la persona che prova il sentimento va in accusativo, mentre la cosa verso cui si prova sentimento va in genitivo oppure in nominativo/accusativo (a seconda delle tradizioni scolastiche, ma fondamentalmente indistinguibili) se pronome neutro.
Essi sono:
- miseret, miseritum est / miseruit, miserere = "avere compassione";
- paenitet, paenituit, paenitere = "pentirsi";
- piget, piguit / pigitum est, pigere = "dispiacersi";
- pudet, puduit / puditum est, pudere = "vergognarsi";
- taedet, pertaesum est, taedere = "annoiarsi, provare disgusto".

Esempi.
Pueros paenitebit suae negligentiae = I ragazzi si pentiranno della loro negligenza.
Puella, quam pertaesum erat studii, reprehensa est = La fanciulla, che s'era annoiata dello studio, fu rimproverata.
Eos paenituĕrat = Essi si erano pentiti.
Id me pudebat = Di questo avevo vergogna.
Te paeniteat erravisse (quod erravisti).

## Osservazioni
- I verbi servili possum, soleo, debeo, coepi, incipio, desino, in unione con questi verbi impersonali,  prendono anch'essi la forma impersonale.

Esempio. Pueros taedēre coepit = I fanciulli cominciarono ad annoiarsi.
- I verbi servili che esprimono volontà, come cupio, volo, nolo, malo, si costruiscono personalmente e vogliono dopo di sé il verbo dipendente al congiuntivo.

Esempio. Volo vos paeniteat = Voglio che vi pentiate.
- Nella perifrastica passiva la persona si pone regolarmente in dativo.

Esempio. Hoc unum mihi pudendum est = Di questo solo devo vergognarmi.